# Affaire de Nazino

Emplacement de l'île de Nazimo.

L’affaire de Nazino  est la déportation massive en 1933 en URSS de 6 000 personnes sur la petite île fluviale de Nazino (en russe : остров Назино). Plus de 4 000 de ces déportés y trouvent la mort. Située sur l'Ob, dans une région isolée de Sibérie occidentale à 800 km au nord de Tomsk, Nazino est surnommée en russe l'« île de la mort » (Остров Смерти, Ostrov Smerti) ou encore l'« île aux cannibales ».
Les déportés, une fraction du total des personnes envoyé dans cette région sibérienne, y ont été abandonnés avec seulement de la farine pour nourriture, leur ration étant d'une livre par jour, aucun outil, leurs seuls vêtements qu'ils portaient lors de leur arrestation et sans abris. Surveillés par des gardes recrutés localement, très rapidement dépassés par les événements, et par des commandants profitant de la situation. L'eau du fleuve provoque de graves troubles intestinaux. Les couronnes en or sont arrachées et troquées contre de la nourriture. Les déportés sont rapidement victimes d'actes de cannibalisme. Il existe quelques dizaines de cas de prisonniers qui en tuent d'autres pour les manger.
Un rapport sur les événements fut envoyé à Staline par Vassili Arsenievich Velichko et distribué par Lazare Kaganovitch aux membres du Politburo, rapport qui sera archivé à Novossibirsk. Dans celui-ci, il déclare que « 6 114 éléments socialement nuisibles ou sans classe » sont arrivés sur l'île le 14 mai 1933. Une partie de ces déportés étaient de petits délinquants récidivistes, mais l'immense majorité se composait de vagabonds et de paysans dékoulakisés qui avaient fui leurs villages et étaient sans papiers. Arrêtés lors de rafles ordonnées par Staline, ils ont été transportés de Moscou et de Léningrad par train jusqu'à Tomsk puis par barges fluviales jusqu'à Nazino. Au moins 27 déportés sont morts lors du transport.
L'île mesure 3 kilomètres de long sur 500 mètres de large. Il n'y avait pas d'abri, il a neigé la première nuit et aucune nourriture ne fut distribuée pendant 4 jours. Le premier jour, 295 personnes ont été enterrées.
Une commission spéciale fut mise en place en septembre 1933 par le comité régional du Parti communiste de la Sibérie occidentale. Ses rapports ne seront publiés qu'en 2002 par l'ONG russe Memorial.

## Vidéographie
- Cédric Condom, L'île aux cannibales, documentaire vidéo adapté du livre éponyme de et par Nicolas Werth, et Cédric Condom, 2009. IMDB
- The Infographics Show, Cannibal Island: The Real Battle Royale, 2018. YouTube

## Romans
- Víctor del Árbol (trad. Claude Bleton), Toutes les vagues de l'océan [« Un millón de gotas »], Arles, Actes Sud, coll. « Babel Noir », 2015, 681 p. (ISBN 978-2-330-04344-5)
- Nicolas Beuglet, L'île du diable : roman, XO Edition, 2019, 313 p. (ISBN 978-2-37448-134-0 et 2-37448-134-4, OCLC 1122801940, lire en ligne)
- Arne Dahl, Prenons la place des morts : Opcop, roman, Actes noirs, 512 p.  (ISBN 2330120281)